# Victor Wagemaekers
Victor Wagemaekers (Ganshoren, 5 september 1876 – aldaar, 1953) was een Belgisch kunstschilder en aquarellist van het realisme en genretaferelen en interieurs.
Wagemaekers was omstreeks 1900 leerling van Franz Courtens. Hij exposeerde voor het eerst in 1899 met de kunstenaarsgroep Le Sillon.
Wagemaekers schilderde landschappen, dorpsgezichten en boereninterieurs. Zijn werkterrein was de omgeving van Brussel (oa. de herberg "Heideken" in Ganshoren, Grimbergen), de Kempen (Achterbos, Balen-Schoor, Mol-Sluis). Hij wordt ook gerekend tot de kunstenaars uit de Molse schilderskolonie.. Hij is ook vooral bekend door zijn verfijnd geschilderde aquarellen.

## Tentoonstellingen
- Koekelberg, Centre d’Art, 1965
- As, Sint-Aldegondiskerk,2001 (retrospectieve)
- Aartselaar, Galerie De Wever, 2001
- Herentals, De Kunstkamer, 2003

## Musea
- Antwerpen , Koninklijk Museum voor Schone Kunsten (“Herfst bij het oude slot”; aankoop uit 1913)
- Turnhout, Museum Taxandria
- Mol, Jakob Smitsmuseum